# Đô thị tại Thanh Hóa

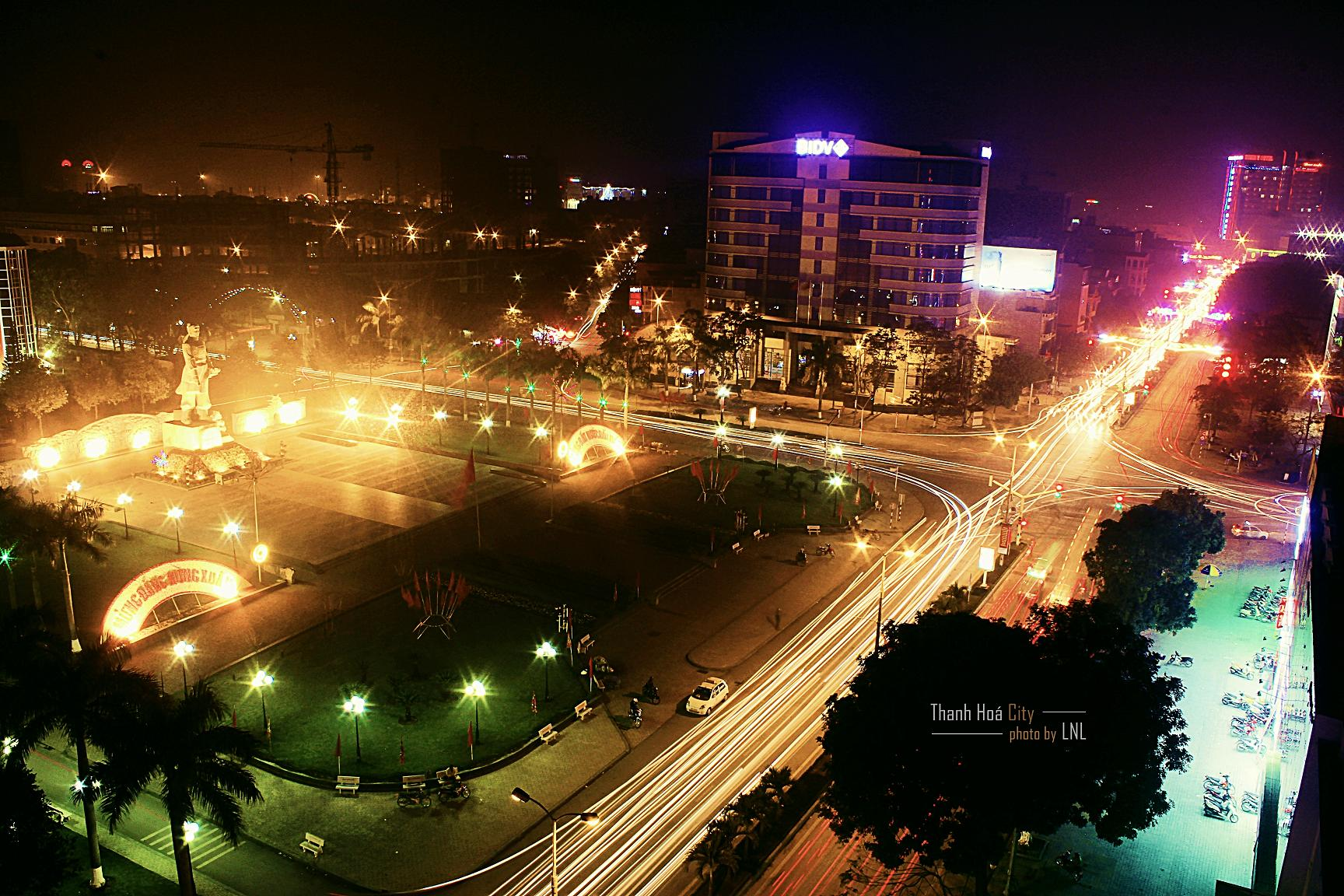
Khung cảnh về đêm của thành phố Thanh Hóa, tỉnh lỵ và là đô thị loại I duy nhất của tỉnh Thanh Hóa.

 Thị xã
 Thị trấn
 Khu vực nông thôn
 Đô thị loại I
 Đô thị loại III
 Đô thị loại IV
Đô thị tại Thanh Hóa là những đô thị Việt Nam tại tỉnh Thanh Hóa được các cơ quan nhà nước ở Việt Nam có thẩm quyền ra quyết định thành lập và xếp loại.
Tỉnh Thanh Hóa có 4 loại đô thị với tổng số 35 đô thị: 1 đô thị loại I, 2 đô thị loại III, 3 đô thị loại IV và 29 đô thị loại V; ngoài ra còn có nhiều khu vực nông thôn đã được công nhận đạt tiêu chí đô thị loại V.
Tính đến ngày 1/2/2024, tỷ lệ đô thị hóa của tỉnh đạt 38,51%, quy mô dân số đô thị là 1.677.934 người.

## Các đô thị tại Thanh Hóa

### Các đô thị loại I, loại III và loại IV
Tỉnh Thanh Hóa có 1 đô thị loại I (thành phố Thanh Hóa), 2 đô thị loại III (thành phố Sầm Sơn, thị xã Bỉm Sơn) và 3 đô thị loại IV (thị xã Nghi Sơn, đô thị Ngọc Lặc, đô thị Lam Sơn – Sao Vàng).
| Tên                                                                    | Loại đô thị (năm) | Ranh giới | Diện tích (km²) | Dân số (người) | Mật độ dân số (người/km²) | Hình ảnh |
| ---------------------------------------------------------------------- | ----------------- | --- | --------------- | -------------- | ------------------------- | -------- |
| Đô thị Thanh Hóa                                                       | I 2024            | Thành phố Thanh Hóa 33 phường, 14 xã                                                                                          | 228,22          | 615.106        | 2.695                     |          |
| Thị xã Sầm Sơn                                                         | III 2017          | Thành phố Sầm Sơn 8 phường, 3 xã                                                                                              | 44,94           | 109.208        | 2.430                     |          |
| Thị xã Bỉm Sơn                                                         | III 2015          | Thị xã Bỉm Sơn 6 phường, 1 xã                                                                                                 | 63,86           | 58.378         | 914                       |          |
| Huyện Tĩnh Gia                                                         | IV 2019           | Thị xã Nghi Sơn 16 phường, 15 xã                                                                                              | 455,61          | 307.304        | 674                       |          |
| Thị trấn Ngọc Lặc và khu vực dự kiến mở rộng                           | IV 2017           | Một phần thị trấn Ngọc Lặc và các xã Thúy Sơn, Quang Trung, Ngọc Liên, Minh Sơn (thuộc huyện Ngọc Lặc)                        | 14,37           | 27.204         | 1.893                     |          |
| Khu vực Thị trấn Lam Sơn, Thị trấn Sao Vàng và khu vực dự kiến mở rộng | IV 2018           | Thị trấn Lam Sơn và các xã Thọ Xương, Xuân Bái; một phần thị trấn Sao Vàng và các xã Thọ Lâm, Xuân Phú (thuộc huyện Thọ Xuân) | 49,11           | 60.351         | 1.229                     |          |

### Các đô thị loại V
Tính đến ngày 1 tháng 1 năm 2025, tỉnh Thanh Hóa có tất cả 32 thị trấn. Trừ các thị trấn Lam Sơn, Ngọc Lặc, Sao Vàng thuộc các đô thị loại IV; 29 thị trấn còn lại (cùng với khu vực mở rộng, nếu có) là các đô thị loại V. Nhiều thị trấn chưa được công nhận đạt tiêu chí đô thị loại V bằng văn bản chính thức.

### Các khu vực nông thôn đạt tiêu chí đô thị loại V
Một số khu vực nông thôn đã được công nhận đạt tiêu chí đô thị loại V bằng các văn bản chính thức.
| Tên                      | Thuộc huyện | Năm công nhận | Ghi chú                            | Văn bản |
| ------------------------ | ----------- | ------------- | ---------------------------------- | ------- |
| Xã Quảng Lợi             | Quảng Xương | 2014          | nay là một phần của xã Tiên Trang  | [ 8 ]   |
| Trung tâm xã Thạch Quảng | Thạch Thành | 2015          |                                    | [ 9 ]   |
| Xã Yên Mỹ                | Nông Cống   | 2015          | nay là một phần của xã Yên Mỹ      | [ 10 ]  |
| Xã Xuân Lai              | Thọ Xuân    | 2017          |                                    | [ 11 ]  |
| Xã Xuân Thiên            | Thọ Xuân    | 2017          |                                    | [ 12 ]  |
| Khu vực Kiểu             | Yên Định    | 2017          | nay là một phần của xã Yên Trường  | [ 13 ]  |
| Xã Định Tân              | Yên Định    | 2017          |                                    | [ 14 ]  |
| Xã Quảng Bình            | Quảng Xương | 2018          |                                    | [ 15 ]  |
| Đô thị Bồng              | Vĩnh Lộc    | 2025          | toàn bộ các xã Minh Tân, Vĩnh Hùng | [ 17 ]  |